# Kacey Bellamy
Kacey Lee Bellamy (Providence, 22 aprile 1987) è una hockeista su ghiaccio statunitense.

## Palmarès

### Olimpiadi
- Argento a Vancouver 2010.
- Argento a Soči 2014.
- Oro a Pyeongchang 2018.

### Mondiali
- Oro a Cina 2008.
- Oro a Finlandia 2009.
- Oro a Svizzera 2011.
- Oro a Canada 2013.
- Oro a Svezia 2015.
- Oro a Canada 2016.
- Oro a Stati Uniti 2017.
- Argento a Stati Uniti 2012.